# Microphysogobio rapidus
 Microphysogobio rapidus és una espècie de peix cipriniforme de la família dels ciprínids que es troba a Corea del Sud.